# Coalizão da Costa Leste para Tolerância e Não Discriminação
A Coalizão da Costa Leste para Tolerância e Não Discriminação (ECC) é uma organização internacional não governamental e sem fins lucrativos que dirige projetos de igualdade social para promover a inclusão social e a igualdade para minorias marginalizadas. Fundada em Nova York, a ECC tem mais de 3.000 membros de 15 universidades na América do Norte.

## Projetos e Impacto

### Iniciativa de defesa da minoria
Em março de 2020, o ECC lançou a Minority Defense Initiative para ajudar as minorias vulneráveis em meio à pandemia COVID-19 . O ECC fez parceria com a Asia Society, uma instituição Rockefeller, para realizar o fórum "Stand Against Racism in the Time of COVID", que apresenta o prefeito de Los Angeles Eric Garcetti, o congressista Ted Lieu, os apresentadores da CNN Van Jones e Lisa Ling, o renomado cantor Wang Leehom, ator Tzi Ma e o Presidente do ECC, Bincheng Mao . No mês seguinte, o ECC recebeu o prêmio NYU Social Impact Grant e o Annual Global Service Award por criar uma rede global a serviço dos vulneráveis.
De março a julho de 2020, ECC arrecadou fundos e doou US $ 30.000 em equipamentos de proteção individual ( PPE ) para hospitais de linha de frente que atendem comunidades vulneráveis, como o Yale-New Haven Hospital, Sociedade da Cruz Vermelha Italiana, Sociedade da Cruz Vermelha Japonesa, foi destaque no site da Universidade de Yale e NYU "On the Frontlines".